# جان نیل
 جان نیل  (به انگلیسی: John Neal) (زاده ۳ آوریل ۱۹۳۲ در کانتی دورهام) بازیکن فوتبال سابق انگلیسی است. از تیم‌های مشهور که وی در آن بازی کرده‌است می‌توان به تیم استون ویلا اشاره کرد.همچنین وی به مدت ۴ فصل سرمربی باشگاه چلسی بوده‌است.